# Punto (noticiero)
Punto fue un informativo televisivo chileno emitido por el canal La Red entre el 5 de abril de 1993 y el 18 de abril de 1996. El noticiero tuvo como presentadores a los periodistas Beatriz García-Huidobro Catalán, Nicolás Vergara, Cecilia Lemaitre, Maruzzella Cabiati, Juan Carlos Álvarez, Eugenio Cornejo, Fernando Paulsen y Soledad Bacarreza. La duración de los informativos fluctuaba en 30 minutos.
Los continuos cambios de horario y los constantes reestructuraciones del Departamento de Prensa, sumadas a las reestructuraciones internas por la crisis económica que atravesaba La Red, hicieron que esta apuesta informativa fracasara, terminando por emitirse el 18 de abril de 1996.

## Cierre
Punto Central dejó de emitirse el 18 de abril de 1996. Posterior a dicha fecha, La Red Televisión no tuvo un noticiero central propio, sino que sólo tenía el programa periodístico Puntos de vista, conducido por el periodista Nicolás Vergara y recibía boletines informativos desde el diario La Tercera. El 18 de mayo de 1998, se reabre el Área de Prensa de La Red con el informativo central Hechos, conducido por la periodista Silvia Carrasco.
El comunicado de cierre esbozaba que había dispuesto «Reducir las horas de programación de La Red en respuesta a las realidades del mercado» y que no se había obtenido un «equilibrio más acorde a los objetivos de rating y rentabilidad perseguidos para los primeros daños de la relación societal».[cita requerida]
Además, el comunicado decía que «El Departamento de Prensa de La Red será disuelto hasta que una producción de esa envergadura y excelencia vuelva a estar en condiciones de ser asumida integralmente por nuestra estación, por como creemos que deben realizarse los informativos de televisión», decía la carta que leyó Fernando Paulsen en el último noticiero del 18 de abril de 1996.[cita requerida]
Las opciones eran mantener el noticiero en pantalla mediante una transformación mayor, o bien, cerrar el Departamento de Prensa, prefiriendo esta última opción para no perder el objetivo original que tenía Punto.